# Сесан
Сесан (фр. Cessens) насеље је и општина у источној Француској у региону Рона-Алпи, у департману Савоја која припада префектури Шамбери.
По подацима из 2011. године у општини је живело 413 становника, а густина насељености је износила 31,08 становника/km². Општина се простире на површини од 13,29 km². Налази се на средњој надморској висини од 689 метара (максималној 982 m, а минималној 464 m).

## Демографија
| 1962. | 1968. | 1975. | 1982. | 1990. | 1999. | 2011. |
| ----- | ----- | ----- | ----- | ----- | ----- | ----- |
| 322   | 335   | 301   | 289   | 320   | 331   | 413   |

График промене броја становника у току последњих година